# The Clearing
The Clearing – trzeci album zespołu Bowerbirds, wydany 6 marca 2012 roku przez wytwórnię Dead Oceans.

## Lista utworów
1. Tuck the Darkness In - 4:50
2. In the Yard - 4:07
3. Walk the Furrows - 3:54
4. Stitch the Hem - 4:09
5. This Year - 3:37
6. Brave World - 4:28
7. Hush - 4:03
8. Overcome with Light - 3:09
9. Sweet Moment - 2:40
10. Death Wish - 4:16
11. Now We Hurry On - 6:49